# Lavris Peak
Der Lavris Peak ist ein 2745 m hoher Berggipfel im westantarktischen Marie-Byrd-Land. In der Executive Committee Range ragt er im nordöstlichen Teil des Massivs des Mount Hartigan auf.
Der United States Geological Survey (USGS) kartierte ihn anhand eigener Vermessungen und Trimetrogon-Luftaufnahmen der United States Navy aus den Jahren von 1958 bis 1960. Das Advisory Committee on Antarctic Names benannte ihn 1962 nach William C. Lavris (1932–2006), Meteorologietechniker auf der Byrd-Station im Jahr 1959.